# Para el pueblo lo que es del pueblo
Para el pueblo lo que es del pueblo es el cuarto álbum solista del músico argentino Piero. Fue publicado en 1974, plasmando en sus canciones la realidad de su país, marcado por la violencia de Estado, la persecución política y las dictaduras militares. 
Temas como "Que se vayan ellos" o "Para el pueblo lo que es del pueblo" se convirtieron en himnos de las luchas sociales en todo el continente americano.
El álbum fue reeditado en 1983, tras el regreso de la democracia a la Argentina. 

## Historia
Muchas de las canciones de "Para el pueblo lo que es del pueblo" están inspiradas en los gobiernos dictatoriales de Juan Carlos Onganía, Roberto Levingston y Alejandro Agustín Lanusse, entre 1966 y 1973.
El disco incluye en su mayoría temas compuestos por Piero y José, además de "Canción de cuna para despertar a un hijo" (de Marilina Ross), "Pienso en vos" (versión en castellano de "E penso a te") y una emotiva interpretación de "Te recuerdo Amanda" (del cantautor chileno Víctor Jara, asesinado en su país por la dictadura de Augusto Pinochet).
La canción "Para el pueblo lo que es del pueblo" fue grabada en vivo en el Teatro de Luz y Fuerza, en la ciudad de Buenos Aires.
Por su alto contenido crítico hacia los gobiernos de facto, el álbum fue prohibido durante la dictadura militar que gobernó la Argentina entre 1976 y 1983. Piero, incluso, debió exiliarse para preservar su vida. El disco fue reeditado en 1983, tras el regreso de la democracia.
“Siempre había tratado de ser independiente, y nunca había militado en ningún partido ni organización política. Sólo expresaba lo que pensaba y lo que sentía de la realidad. Claro que lo hacía de un modo muy directo. Alguna vez me contaron que un oficial puso «Para el pueblo lo que es del pueblo», mientras bailaba a los colimbas (soldados), y les decía: ‘Mercedes Sosa, Atahualpa Yupanqui... esos tienen que estar presos. Pero a esté: ¡acá!’, decía, y se ponía el dedo en medio de la frente”, recordó Piero en 2015 en declaraciones al diario La Voz del Interior.
Todo el disco está dedicado a Víctor Jara.
| N.º | Título                                     | Escritor(es)                                          | Duración |  |
| 1.  | «Pienso en vos (E penso a te)»             | Lucio Battisti-Mogol (Versión Castellano: Piero-José) |          |  |
| 2.  | «Canción de cuna para despertar a un hijo» | Marilina Ross                                         |          |  |
| 3.  | «Así es la ciudad»                         | Piero-José                                            |          |  |
| 4.  | «Te recuerdo Amanda»                       | Víctor Jara                                           |          |  |
| 5.  | «Para el pueblo lo que es del pueblo»      | Piero-José                                            |          |  |
| 6.  | «Uno al diez»                              | Piero-José                                            |          |  |
| 7.  | «El pibe Ramón»                            | Piero-José                                            |          |  |
| 8.  | «Que se vayan ellos»                       | Piero-José                                            |          |  |

## Personal
- Piero: voz, guitarra
- Roberto Lar
- Chango Farías Gómez
- Oscar Taberniso
- Roque Narvaja
- Jorge Durietz
- Pocho Lapuble
- Lito Olmos
- Chachi Ferreira
- Mauricio Cardozo Ocampo
- Rubén Verna (listado en el sobre interno como Rubén Berna)[2]

### Artistas invitados
- Marilina Ross
- Grupo Vocal Aleluya
- Compañeros de Luz y Fuerza

### Grabación
- Producción: Piero-José
- Técnicos de grabación: Jorge Beren, José Cortés y Carlos Benzimbra
- Dibujo de tapa: Oscar C. Mara
- Gráfica: Daniel Cortondo
- Coordinación gráfica: J.C. Orel